# Vercoiran
Vercoiran és un municipi francès situat al departament de la Droma i a la regió d'Alvèrnia-Roine-Alps. L'any 2007 tenia 124 habitants.

## Demografia

### Població
El 2007 la població de fet de Vercoiran era de 124 persones. Hi havia 60 famílies de les quals 20 eren unipersonals (8 homes vivint sols i 12 dones vivint soles), 28 parelles sense fills i 12 parelles amb fills.
La població ha evolucionat segons el següent gràfic:
Habitants censats

### Habitatges
El 2007 hi havia 112 habitatges, 61 eren l'habitatge principal de la família, 45 eren segones residències i 6 estaven desocupats. 91 eren cases i 20 eren apartaments. Dels 61 habitatges principals, 45 estaven ocupats pels seus propietaris, 12 estaven llogats i ocupats pels llogaters i 4 estaven cedits a títol gratuït; 4 tenien dues cambres, 11 en tenien tres, 17 en tenien quatre i 29 en tenien cinc o més. 50 habitatges disposaven pel capbaix d'una plaça de pàrquing. A 28 habitatges hi havia un automòbil i a 27 n'hi havia dos o més.

### Piràmide de població
La piràmide de població per edats i sexe el 2009 era:
| Homes | Edats   | Dones |
| ----- | ------- | ----- |
| 0     | 95 o +  | 0     |
| 0     | 90 a 94 | 0     |
| 0     | 85 a 89 | 0     |
| 0     | 80 a 84 | 0     |
| 0     | 75 a 79 | 0     |
| 8     | 70 a 74 | 8     |
| 0     | 65 a 69 | 8     |
| 4     | 60 a 64 | 4     |
| 0     | 55 a 59 | 4     |
| 4     | 50 a 54 | 4     |
| 4     | 45 a 49 | 8     |
| 8     | 40 a 44 | 0     |
| 4     | 35 a 39 | 8     |
| 0     | 30 a 34 | 4     |
| 4     | 25 a 29 | 4     |
| 4     | 20 a 24 | 4     |
| 0     | 15 a 19 | 12    |
| 4     | 10 a 14 | 4     |
| 0     | 5 a 9   | 0     |
| 4     | 0 a 4   | 4     |

## Economia
El 2007 la població en edat de treballar era de 79 persones, 60 eren actives i 19 eren inactives. De les 60 persones actives 56 estaven ocupades (33 homes i 23 dones) i 4 estaven aturades (1 home i 3 dones). De les 19 persones inactives 10 estaven jubilades, 1 estava estudiant i 8 estaven classificades com a «altres inactius».

### Ingressos
El 2009 a Vercoiran hi havia 60 unitats fiscals que integraven 127 persones, la mediana anual d'ingressos fiscals per persona era de 15.495 €.

### Activitats econòmiques
Dels 4 establiments que hi havia el 2007, 1 era d'una empresa de construcció, 1 d'una empresa d'hostatgeria i restauració, 1 d'una empresa financera i 1 d'una empresa de serveis.
L'únic servei als particulars que hi havia el 2009 era una fusteria.
L'any 2000 a Vercoiran hi havia 22 explotacions agrícoles que ocupaven un total de 338 hectàrees.

## Poblacions més properes
El següent diagrama mostra les poblacions més properes.